# Rafle du 26 août 1942
La rafle du 26 août 1942 est une vaste rafle organisée en zone libre, survenue six semaines après la rafle du Vélodrome d'Hiver, à l'initiative du Régime de Vichy après les exigences allemandes en matière d'arrestation des Juifs présentées pour la première fois le 25 juin 1942. À la suite des conversations, début juillet, entre autorités allemandes et françaises, le gouvernement de Vichy s'était engagé à arrêter 10 000 Juifs apatrides en zone libre.
6 584 Juifs apatrides et leurs enfants sont arrêtés ce jour-là, puis transférés dans les semaines qui suivent vers le camp de Drancy, d’où ils seront déportés vers Auschwitz et, pour la plupart, immédiatement assassinés. 4 000 Juifs apatrides déjà enfermés dans les camps de la zone sud les avaient précédés depuis les premiers jours d'août 1942.
Souvent passée sous silence, cette rafle est pourtant importante du fait de la responsabilité exclusive de la France quant à son exécution, au contraire de la rafle du Vel' d'Hiv,, et du fait du rôle qu'elle va jouer dans la prise de conscience d'une partie de la population sur la réalité des déportations, le régime de Vichy ne pouvant plus en dissimuler l'extension.

## Contexte historique
L’année 1942 constitue une année charnière dans la mise en œuvre du génocide des Juifs par le Troisième Reich,. Alors que l'extermination des Juifs d'Europe orientale est en cours depuis 1939 par divers moyens, dont l'action des Einsatzgruppen dès l'automne 1939 à partir de la campagne de Pologne, elle s'intensifie avec le début de l'invasion de l'Union soviétique en juin 1941, avec les tueries de masse perpétrées par ces unités qui suivent l'Armée allemande dans sa progression.
À l’automne 1941, les dirigeants nazis étendent progressivement à toute l'Europe de l'Est leur programme d’assassinat massif des populations juives. La décision de procéder à l’extermination des Juifs d’Europe par des méthodes pseudo-industrielles, prise au plus haut niveau au cours du second semestre 1941, est présentée et discutée en 1942, au moment de la conférence de Wannsee. Cette conférence, tenue dans la banlieue de Berlin le 20 janvier 1942, est organisée et dirigée par Reinhard Heydrich, le directeur du RSHA, l'Office central de sécurité du Reich, : Heydrich a été spécialement mandaté à cet effet par Hermann Göring,. L’autorité de Heydrich s’étend alors à la quasi-totalité du dispositif génocidaire : de la poursuite des opérations de tuerie par balles à l'Est, des rafles au convoyage des déportés aux portes des camps d'extermination,. Cependant, il est à de noter qu'aucune accélération de la Shoah en Europe centrale et occidentale n'est mise en place à la suite de Wannsee. Les décisions concernant l'Europe de l'Ouest ne seront prises qu'au printemps 1942,. Lors d'une conférence qui se tient à Berlin le 11 juin 1942, sous l'égide d'Adolf Eichmann, les préposés aux Affaires juives (Theodor Dannecker pour la France) des trois principaux pays de l'Europe de l'Ouest soumis à l'influence du Reich conviennent des contingents que doit fournir chaque pays dans le cadre d'une déportation massive des Juifs à l'Est de l'Europe,.

## Négociations franco-allemandes (juin-juillet 1942)
A la conférence du 11 juin, le contingent fixé à Dannecker pour la France était de 100 000 âgés de 16 à 40 ans (K 64). De retour à Paris, après consultation de ses supérieurs, Brigadeführer Carl Oberg, chef supérieur de la SS pour la France et son adjoint Knochen, Dannecker envisage une planification limitée à 41 000 Juifs de la Zone occupée sur 3 mois. Cette planification exprimée quantitativement en milliers de personnes était importante pour la mise à disposition des trains nécessaires à  l’opération. Désormais, le chiffre de 40 000 en trois mois à partir de la mi-juillet est à la base de toutes les négociations franco-allemandes. A ce stade, les modalités pratiques des arrestations en zone occupée n’étaient pas encore fixées, mais dès le 16 juin, les SS approchèrent les autorités françaises pour obtenir la livraison de Juifs de la zone sud. Au conseil des ministres du 26 juin, le chef du gouvernement Pierre Laval fait état des demandes allemandes et évoque notamment l’internement de 10 000 Juifs en zone libre. Que ce soit pour la Zone Libre ou la Zone occupée, Laval déclare qu’il va donner une réponse négative.
Indépendamment de ces négociations sur les arrestations de Juifs, le secrétaire général à la police René Bousquet menait avec les chefs des SS en France Oberg et Knochen des négociations sur l’autonomie de la police française en zone occupée. C’est à la fin d’une réunion sur les questions relatives à la police, tenue le 2 juillet à Paris au siège de la SS en France (au 72, avenue Foch) qu’est abordée la question des arrestations de Juifs. Bousquet expose alors la position de principe de Laval à ce sujet : pas de participation de la police française en zone occupée, alors qu’en zone libre, la police française arrêtera 10 000 Juifs exclusivement étrangers. Finalement, toujours qu cours de cette réunion du 2 juillet, Bousquet et Knochen jettent les bases d’un compromis : Il n’est pas question pour l’instant d’arrêter les Juifs français, mais la police française participera à l’arrestation des Juifs étrangers en zone occupée.
Ce compromis est en partie entériné au conseil des ministres du 3 juillet et totalement confirmé par Laval auprès de Knochen le 4 juillet.
À la suite de cet accord du 2-4 juillet, la police française effectua au mois de juillet un certain nombre d’opérations en zone occupée, notamment la plus importante de toute, à Paris, les 16 et 17 juillet, connue sous le nom de La Rafle du Veld'Hiv. La préparation de cette dernière rafle a permis de préciser la notion de « déportabilité » : Ne sont sur les listes des personnes à arrêter que les « apatrides », c’est-à-dire ceux dont l’ancienne nationalité était allemande ou autrichienne ou polonaise, tchèques ou russe. Les préparatifs des rafles de zone occupée n’empêchent pas Dannecker se de préoccuper des trains qu’il pourra remplir avec les Juifs de la zone libre : il effectue une mission en zone libre, au cours de laquelle il visite les camps de Gurs, Rivesaltes, et des Les Milles et en revient déçu parla faible nombre de Juifs étrangers qui restent dans ces camps. Les 2 247 déportables de Gurs sont en grande partie des Juifs allemands qui avaient été expulsés du Palatinat en octobre 1940,.

## Les transferts depuis les camps de la Zone Libre avant le 25 août
Heinz Röthke, ancien adjoint de Dannecker qu’il remplace à partir de la fin juillet prévoit de faire partir 13 convois de 1 000 personnes en août, et autant en juillet. Afin de disposer d’une masse suffisante de juifs disponibles, il demande à Leguay délégué de Bousquet en zone occupée de faire en sorte qu’un premier contingent de 3 000 Juifs arrivent à Drancy, devenue la plaque-tournante des déportations vers Auschwitz. Bousquet, supérieur de Legay rencontre Knochen le 29 juillet et s’engage à livrer 3 000 Juifs apatrides de la zone libre avant le 10 août.
Les préparatifs pour organiser le transfert des Juifs des camps sont mis en branle dès le 29 juillet par l’adjoint de Bousquet, Henri Cado. Le 3 août, lors d’une rencontre avec Knochen, Laval et Bousquet confirment que les Juifs apatrides déjà internés en zone libre seront livrés entre le 8 et le 15 août. Quant à ceux qui ne sont pas internés, ils seraient arrêtés lors d’un « coup de filet éclair » après le 20 août. Il est alors question d’un total de 11 000 Juifs pour l’ensemble de la Zone Libre, auxquels pourraient se rajouter 3 500 Juifs hongrois.
Le premier convoi en provenance de la zone libre arrive à Drancy le 7 août. Il s’agit de 1 003 Juifs embarqués à Gurs dans la nuit du 5 au 6 août ; le deuxième convoi arrive à Drancy le 9 août avec 1 006 internés en provenance des camps de Gurs, Vernet, Récébédou et Noé, embarqués dans leurs camps respectifs entre le 3 et le 8 août. Le troisième convoi arrive à Drancy avec 782 internés provenant des mêmes camps que le deuxième convoi, mais aussi du Camp des Milles et enfin, un dernier convoi constitué de 538 personnes des Milles arrive à Drancy le 14 août.

## Préparation de la rafle du 26 août
Les enfants de parents juifs étrangers arrêtés lors de la rafle du Vel d’Hiv restaient bloqués dans les camps du Loiret après le départ de leurs parents ? Les services de Eichmann à Berlin n’ayant pas répondu à la demande des SS de Paris. Ce n’est que le 12 août que cette autorisation parvient à Paris et le convoi no 19 qui quitte Drancy pour Auschwitz le 14 août avec les Juifs adultes provenant des camps de la zone libre est le premier qui transporte aussi des enfants, ceux qui avaient été laissés dans les camps du Loiret.
Dès lors, il devenait envisageable d’inclure les enfants dans les rafles qui restaient à effectuer en zone libre.
Le 5 août. Le 5 août, l’adjoint de Bousquet, Cado, jette les bases d’une grande rafle en zone libre qui devrait se dérouler avant le 15 septembre en adressant aux préfets régionaux une lettre détaillée pour définir les catégories de Juifs « arrêtables » et celles qui seront exemptées,.
Les groupes visés sont les « Israélites allemands, autrichiens, tchécoslovaques, polonais, estoniens, lituaniens, lettons, dantzicois, sarrois, soviétiques et réfugiés russes entrés en France postérieurement au 1er janvier 1936 », qu’ils soient « incorporés Groupe S.T.F., hébergés en centres du Service social Étrangers, en centres appartenant à des comités privés ou à l’U.G.I.F., placés en centres de regroupement des israélites en application des circulaires des 3 novembre 1941 et 2 janvier 1942 ou en résidence libre ».
Ces rafles concernent tous les Juifs étrangers (Allemands, Autrichiens, Polonais, Tchèques, Estoniens, Lettons, Dantzigois, Sarrois, Russes) entrés en France depuis le 1er janvier 1936 ; parmi les exemptés figurent les anciens combattants et les femmes enceintes.
Tous doivent être déportés en zone occupée avant le 15 septembre, à l’exception de onze catégories de personnes protégées, notamment les plus de 60 ans, les mineurs de moins de 18 ans non accompagnés, les anciens combattants des armées alliées et leurs descendants, ceux ayant un conjoint ou un enfant français, ceux ayant un conjoint n'appartenant pas aux nationalités énumérées plus haut, ceux qui sont intransportables, les femmes enceintes, les père ou mère ayant un enfant de moins de 5 ans, « ceux qui semblent ne pouvoir quitter un emploi sans préjudice grave pour l'économie nationale, ceux qui se sont signalés par leurs travaux artistiques, littéraires ou scientifiques et enfin ceux qui à un autre titre ont rendu des services signalés à notre pays ».
Le 18 août, les services du secrétaire général à la Police informent les préfets de la date de la rafle et imposent le secret absolu. René Bousquet, craignant probablement un nombre d’arrestations insuffisant, supprime alors cinq des onze exemptions énumérées dans la première note du 5 août. Désormais, seuls les personnes de plus de 60 ans, les femmes enceintes, les parents d’enfants de moins de 2 ans, ceux dont un conjoint est français et les intransportables, sont exemptés,.
Sur instruction de Laval, le 22 août, Bousquet accélère la déportation de ces Juifs en ordonnant aux préfets de régions de prendre personnellement la direction de ces opérations afin de « briser les résistances de punir les indiscrétions et la passivité ». « Objectif : arrêter 14 000 Juifs apatrides et leurs enfants, vivant encore librement, assignés à résidence ou affectés à des GTE. […] Ce déploiement de forces […] entraîne l'arrestation d'environ 6 600 Juifs. Plus de la moitié des personnes visées ont pu échapper à l'opération ».
Malgré le secret, des travailleurs sociaux de l'Union générale des israélites de France (UGIF), informés par Germaine Ribière des mesures en préparation et admis dans les camps d'internement de la zone libre en secours aux familles, commencent à retirer les enfants, afin qu'ils soient exemptés.
Au moment du déclenchement de la rafle, quelque 3 500 Juifs tirés des camps de zone sud ont en outre déjà été envoyés vers les camps de transit de la zone occupée au cours du mois d’août 1942.

## Déroulement
En plus des transferts effectués dans les camps au début du mois d’août, des arrestations ont lieu le 25 août dans les groupements de travailleurs étrangers. Au total, 1 182 Juifs en provenance de ces camps arrivent à Drancy dès le 25 août et sont évacués sur Auschwitz par les convois no 24-25-26 du 26 au 31 août.

### Région de Lyon
La rafle en dehors des camps débute le 26 août 1942 à l'aube, dans toute la zone sud. Les forces de police et de gendarmerie, les gardes mobiles, les militaires et même les pompiers sont mobilisés. On utilise les fiches de recensement des Juifs établies du temps du gouvernement Darlan. Après le premier jour, la police s’efforça de retrouver ceux qui étaient restés hors de chez eux le 26 août. Elle rechercha les enfants cachés dans les pensionnats religieux, elle scruta les forêts où les fugitifs essayaient subsister 
À la mi-journée, le nombre d’arrestations ne dépassant pas 3 500 personnes, chiffre très inférieur aux prévisions, il est rappelé aux préfets par les services de Bousquet que, si leurs parents sont livrables aux Allemands, on doit procéder à la déportation des enfants de 2 à 16 ans.
Des camions et des bus loués à des entreprises privées effectuent le transport des déportés des lieux de regroupement aux camps d’internement, puis jusqu’aux gares. À Nice par exemple, c'est l'entreprise de Joseph Darnand, alors commandant national du Service d'ordre légionnaire (SOL) et membre de la LVF, qui fournit à la police les moyens de transport des Juifs lors de la rafle du 26 août.
Les régions organisent des « centres de criblage » pour regrouper les prisonniers et examiner leurs éventuelles exemptions. Ainsi, les personnes raflées en zone libre dans les départements dépendants de la région de Lyon (Ain, Ardèche, Drôme, Isère, Jura, Loire, Rhône, Savoie et Haute-Savoie, Saône-et-Loire), soit 1 016 personnes, sont regroupées au camp de Vénissieux, où ils transiteront. Ceux qui ne relèvent pas d’un cas d’exemption sont transférés au camp de transit de Drancy, le 29 août 1942.
La commission d'instruction du procès Pétain entendit à ce propos le témoignage de l'abbé Glasberg, présent à Vénissieux : « Le préfet délégué de Lyon (...) entendant les cris des femmes qu'on séparait de leurs enfants me dit : 'C'est abominable ce que nous faisons ! " Je lui ai répondu : "Et pourtant vous le faites. " Alors il me répondit  : "Il faut obéir au Maréchal." »

### Nice et Côte d'Azur
« La rafle est préparée pour les 26 et 27 août 1942, à la suite de la visite effectuée sur place, du 12 au 14 juillet, par Dannecker et le directeur de la PQJ Schweblin. Le 19 juillet, le préfet reçut un télégramme chiffré lui demandant de prévoir un local susceptible d’accueillir trois mille personnes, proche d’une gare et facilement contrôlable31 ; il choisit la caserne Auvare le 31 juillet. Le 18 août, il reçut communication des dérogations apportées (les plus de 60 ans, les femmes enceintes, les parents d’enfants de moins de deux ans ou ceux ayant un conjoint français devant échapper à l’arrestation). Le 22, René Bousquet lui télégraphia pour l’inviter à briser les résistances éventuelles, signaler les fonctionnaires indiscrets, passifs ou rétifs32 ; le 24, le préfet apprit que la rafle aurait lieu le 26 à partir de 4 heures du matin et, le 25, il fut prévenu que le convoi devant quitter la gare Saint-Roch le 31 août devrait emporter un maximum de mille personnes avec une escorte de 150 GMR (Groupes mobiles de réserve)33. Marcel Ribière réquisitionna 104 gendarmes pour la recherche et l’arrestation des juifs apatrides résidant dans les campagnes, puis il transmit à la Censure la consigne impérative de ne rien laisser publier sur les opérations policières sans en référer à l’intendant régional de police34. Les rafles, qui avaient pour objectif l’arrestation de 1 800 personnes fichées, commencèrent dans le chef-lieu (où près de 400 interpellations furent effectuées) et se poursuivirent le lendemain dans l’arrondissement de Grasse où 127 arrestations furent opérées (62 à Cannes, 21 à Antibes et à Vence, 13 à Cagnes sur Mer, 5 à Grasse et à Vallauris)35 ainsi que dans la principauté de Monaco (66 arrestations), portant le total des arrestations à 610 dans les Alpes-Maritimes et 45 dans les Basses-Alpes. Les forces de police et de gendarmerie ne parvinrent donc à appréhender que 37 % des personnes fichées, contre 40 % dans les Bouches-du-Rhône, 48 % dans le Vaucluse, 68 % dans le Var et 134 % dans les Hautes-Alpes, car il n’y avait pas de camps où puiser facilement des détenus et parce qu’une partie des forces de l’ordre ne manifesta guère de zèle pour ces opérations répressives36. Les internés de la caserne Auvare furent logés par chambrées de 40 à 60, assistés médicalement par quatre docteurs et dix infirmières fournis par la Croix-Rouge et moralement par un aumônier israélite, le rabbin Berman. Le 31 août, le préfet requit la SNCF de mettre à sa disposition, pour le trajet Nice-Le Bourget-Drancy, 28 wagons pour 713 personnes dont 560 juifs (274 hommes, 281 femmes, 5 enfants de moins de 10 ans). D’autres convois quittèrent Nice pour Rivesaltes le 6 septembre (30 hommes, 18 femmes, 2 enfants), le 7 octobre (29 hommes et 13 femmes) et le 12 novembre (11 hommes et 1 femme)37, portant le total des déportés à 664. Les Alpes-Maritimes fournirent donc 11 % des raflés de la zone non occupée mais cela ne satisfit pas les nazis puisque le Judenreferent SS Rothke convoqua, le 9 septembre, le représentant de Bousquet à Paris pour lui demander où étaient passés les juifs de Nice et de Cannes38 »

## Statistiques
Entre le 7 et le 14 août, 3 429 juifs avaient été arrêtés dans divers camps de la zone libre (Gurs, Rivesaltes, Les Milles …). Le 25 août, 1 184 furent prélevés dans les camps de Groupement de travailleurs étrangers. Quant à la rafle du 26 août proprement dite, le bilan dressé au soir du 28 août s'élève à 6 584. Au total il y aura 11 005 déportés en provenance de la zone sud qui partiront dans les convois 17 à 21, 24 à 33, 40 et 42 entre août et octobre 1942. Ce chiffre peut se comparer aux 14 500 que Laval avait laissé espérer à Knochen le 3 août, pour l’ensemble de la zone Sud . Le bilan de la rafle du 26 août (6 584 arrestations) peut se comparer aux 12 700 juifs recensés et répondant aux critères des arrestations du 26 août,.
Le Général Bridoux, secrétaire d'État à la Guerre, écrit dans son Journal : 27 et 28 août 1942 :  Quatre mille Juifs apatrides ont déjà été refoulés vers la zone occupée, sept mille sont réunis dans des camps et sont en instance de départ. Le Président (Laval) a eu, à ce sujet, un entretien avec le représentant du Nonce, auquel il a signalé l'attitude favorable aux Juifs de certains ecclésiastiques français, qui ne comprennent rien à notre situation.

## Résistance et limites de l’opération

### Fuite ou dissimulation des Juifs en zone libre
La poursuite des rafles aurait pu augmenter le nombre des déportés, mais - comme Bousquet le signale aux autorités allemandes - de nombreux Juifs, mis au courant, ont fui vers la Suisse. Bon nombre de ceux qui ont pu échapper à la rafle, outre la Suisse, se dirigent vers l'Espagne et l'Italie.
Le pasteur Charles l’Éplattenier, membre de la Cimade et témoin impuissant de la rafle, estime que de nombreux policiers eurent le courage de prévenir ceux qu’ils devaient arrêter, si bien que près de la moitié des personnes visées échappèrent à l’arrestation.

### Récupération des exemptés dans les centre de criblage
À Vénissieux, entre le 27 et le 30 août, les dossiers des 1 016 personnes arrêtées dans la grande région de Lyon passent devant la « commission de criblage », qui est assistée de plusieurs représentants de l’Œuvre de secours aux enfants (OSE), « de l’abbé Alexandre Glasberg (1902-1981) fondateur des « Amitiés chrétiennes », et de Gilbert Lesage, chef du Service social des étrangers à Vichy ». Ils parviennent à faire libérer plus de 108 enfants et une centaine d’adultes,. L'intervention de l'entourage du cardinal Gerlier, archevêque de Lyon, avec sa complicité bienveillante malgré les pressions du préfet Angeli, n'est pas étrangère à ces sauvetages.
Dans l’Allier, 68 personnes sont internées au camp des Textiles à Prémilhat. Vingt-et-une personnes absentes ou exemptées ont échappé à l’arrestation ; en revanche, cinq autres qui avaient franchi clandestinement la ligne de démarcation ont été rajoutées à la liste par le commissaire des RG de Vichy. Au total, à Montluçon, la commission de criblage examine les dossiers de 168 personnes internées, dont 26 relevaient d’un cas d’exemption et avaient néanmoins été arrêtées ; mais la commission n’accepta d’en libérer que 16.
Dans la grande région Limousin, 446 Juifs, dont 68 enfants, sont rassemblés au camp de Nexon ; pendant la nuit du 29 août 1942, ils sont acheminés vers Drancy, dans deux convois au départ de la gare de Nexon. Parmi eux, 91 personnes, dont une quinzaine d'enfants, ont été arrêtées en Creuse. Elles sont regroupées à Bonnat, Châtelus-Malvaleix, Dun, Guéret et La Souterraine, puis internées à Boussac. À Guéret, le car de l'entreprise Marquet a été réquisitionné pour leur transport. Le préfet fait alors relâcher deux familles, dont quatre enfants, car les pères, d'origine allemande, s'étaient engagés en septembre 1939 dans l'Armée française. De Boussac, les internés sont acheminés au camp de Nexon, puis à Drancy à destination d'Auschwitz, d'où ils partent dans le convoi no 26 du 31 août 1942. Le 1er septembre 1942, 20 enfants sont encore arrêtés dans les maisons de l'OSE du Masgelier et de Chabannes puis conduits à la gare de La Souterraine, d'où un train les emmène au camp de Rivesaltes (Pyrénées-Orientales),.

### Changement de politique du gouvernement Laval
Malgré la prévalence de la propagande et des propos antisémites, le passage à l’acte qui consiste à arrêter concrètement des familles et des enfants provoque un profond malaise au sein des forces de police et de gendarmerie. Dans les gares, des témoins (voyageurs, secouristes) assistant aux séparations de familles sont scandalisés et bouleversés ; des membres des Young Men's Christian Association (YMCA) venus porter secours témoignent de l'inhumanité de la situation des déportés ; certains préfets s'émeuvent et en font état dans leurs rapports. Le commandant de la région militaire de Lyon, le général Robert de Saint Vincent, est immédiatement révoqué après avoir refusé que les militaires sous ses ordres soient utilisés à la déportation des Juifs.
Après la lettre pastorale du 23 août 1942, de Mgr Saliège, archevêque de Toulouse,, et celle de Mgr Théas, évêque de Montauban du 30 août, l’église catholique, notamment par la voix du cardinal Gerlier,, archevêque de Lyon et primat des Gaules, fait savoir au maréchal Pétain et à Laval, chef du gouvernement, qu’elle ne peut accepter cette collaboration active de la France avec le plan de déportation allemand.
La communauté protestante, quant à elle, prenant part au sauvetage des Juifs, proteste auprès de Laval, par la voix du pasteur Boegner, chef des protestants de France, en particulier sur sa décision d’inclure dans les convois les enfants de moins de 16 ans (initialement non demandée des Allemands). Laval refuse : « pas un seul de ces enfants ne doit rester en France ». Le pasteur Boegner rapportera plus tard : « Que pouvais-je obtenir d’un homme à qui les Allemands avaient fait croire — ou qui faisait semblant de croire — que les Juifs emmenés de France allaient en Pologne du Sud pour y cultiver les terres de l’État juif que l’Allemagne affirmait vouloir constituer. Je lui parlais de massacre, il me répondait jardinage ». À ce même entretien du 9 septembre 1942, Laval déclarait ne pas pouvoir « faire autrement » et faire « de la prophylaxie », selon ce qu'en rapporte Boegner, qui ajoute quant à lui que « pour sauver les Juifs français, il fallait sauver les Juifs étrangers ». Le 30 septembre 1942, dans un télégramme aux ambassades françaises à travers le monde, Laval reprend une rhétorique antisémite pour justifier les récentes déportations : « Le seul moyen de conjurer le péril juif était le rapatriement de ces individus dans l'Est de l'Europe, leur pays d'origine. »
On peut penser que la rafle du 26 août 1942 joue un grand rôle dans cette prise de conscience, car elle touche concrètement chacun des 45 départements de la zone sud. La Résistance a contribué par ses tracts, qui montrent que le sort final des Juifs (la mort) était parfaitement connu, à cette prise de conscience.
En conséquence, Laval annonce aux Allemands qu’il ne faut plus lui demander ce type de mesure. Carl Oberg accepte ces explications et, malgré le vif désaccord de certains Allemands, Himmler les accepte également, car il a encore bien d’autres choses à demander à la France de Vichy. À part la rafle au port de Marseille en janvier 1943, qui est d'ailleurs une brutale opération de maintien de l'ordre et d'intimidation de la population et non une opération à visée antisémite, il n’y aura plus d’autres rafles avec l’appui du gouvernement et des forces de police, et les nombres de personnes déportées se réduisent en conséquence fortement après 1942, les Allemands étant dès lors obligés de recourir à leurs propres forces.

## La rafle du 26 août 1942 dans l’histoire

### Oubli collectif
La rafle effectuée en zone libre sans l’intervention des Allemands a été éclipsée dans la mémoire nationale par la fameuse et terrible rafle du Vélodrome d'Hiver (plus de 13 000 personnes dont un tiers d’enfants arrêtées à Paris entre les 16 et 17 juillet 1942).
Or, cette rafle de zone sud est entièrement de réalisation française, contrairement à la rafle du Vél’d’Hiv, puisqu’en « zone nord ce sont les représentants parisiens d’Eichmann qui ont pris l’initiative de déporter des enfants. » Cependant, dans les préparatifs de la rafle du Vel'd'Hiv', les Allemands n'avaient pas prévu de déporter les enfants de moins de 16 ans,. Laval ayant insisté pour que les enfants ne soient pas séparés de leurs parents « dans une intention d'humanité », les familles avec enfants sont regroupés dans les camps de Pithiviers et de Beaune-la-Rolande, et l'autorisation allemande de les déporter arrive le 20 juillet 1942.
Pour l’historien Alain Michel, cette opération du 26 août 1942 est dans la continuité de la « volonté xénophobe déjà ancienne de « faire partir » les Juifs étrangers de zone sud et [du] désir de protéger les Juifs citoyens français », et elle « reste la principale tache morale de l’administration vichyste et, partant, de la France éternelle. Mais une France qui semble trop souvent touchée par l’amnésie ».

### Évocation à l’occasion de son70eanniversaire
Plusieurs publications ont évoqué cette rafle en 2012 lors de son 70e anniversaire. Ainsi, dans une lettre ouverte au président de la République qui fait suite à la reconnaissance de la responsabilité de la France dans la rafle du Vél’d’Hiv, le pasteur Charles l’Éplattenier, lui-même à l’époque membre de la Cimade et témoin direct de la rafle d’août 1942, « s’étonne que semble tombée dans l’oubli la rafle similaire [à celle du Vél’d’Hiv] qui eut lieu dans la zone dite « non occupée », le 26 août de la même année. […] Comme à Paris, l’opération fut réalisée par la police française. Heureusement, sauvant l’honneur, des policiers eurent le courage de prévenir ceux qu’ils devaient arrêter […]. J’ai constaté avec regret que, dans la plupart des rappels chronologiques des événements marquants de la période, on omet la mention de cette rafle pourtant aussi honteuse que celle du Vél’d’Hiv. […] je me permets d’adresser cette lettre ouverte à la presse. Les rédactions auront le temps de consulter des historiens sérieux de la période pour confirmer mes dires. Elles auront alors la responsabilité d’évoquer d’une manière ou d’une autre la date du 26 août 1942, faisant œuvre salutaire de mémoire. »
Des commémorations locales ont eu lieu lors du 70e anniversaire de la rafle, par exemple à la gare de Nexon, où se trouve un petit monument commémoratif, ou à Grenoble, où une plaque commémorative a été inaugurée en 2016, à l'emplacement de la caserne Bizanet.